# Marie Louise Andrews
Marie Louise Andrews (Bedford, Indiana, Estados Unidos, 31 de octubre de 1849-Connersville, Indiana, Estados Unidos, 7 de febrero de 1891) fue una escritora y periodista estadounidense. Fue una de las fundadoras de la Western Association of Writers y ejerció de secretaria hasta junio de 1888. Escribió tanto en prosa como en verso, pero jamás llegó a publicar ningún trabajo en forma de libro, por lo que pocos de sus escritos se conservan.

## Biografía
Fue la segunda hija de Benjamin y Louise Newland, personas cultivadas e intelectuales. Vivió sus primeros años en su localidad natal, donde acudió a dos institutos; sin embargo, el segundo de ellos sufrió un incendio y, como consecuencia de esto, no pudo graduarse de manera formal.
Tuvo una educación extensiva. Hablaba de manera fluida francés y alemán y le eran familiares el latín y otros idiomas. Sus gusto por la literatura quedó a la vista desde joven. Escribió mucho, tanto en prosa como en verso, pero sus obras no fueron publicadas en forma de libro.
Fue una de las precursoras de la Western Association of Writers y ejerció de secretaria hasta 1888, cuando decidió retirarse. Entre sus amistades se contaban algunos de los más importantes escritores del oeste americano.
Se casó en 1875 con Albert M. Andrews, envuelto en el negocio de la droga, y tuvo un hijo con él, aunque falleció joven.
Falleció el 7 de febrero de 1891, a los 41 años de edad.

## Atribución
- Este artículo contiene texto traducido desde una publicación que se encuentra ahora en dominio público: Willard, Frances Elizabeth; Livermore, Mary Ashton Rice (1897). American Women: Fifteen Hundred Biographies with Over 1,400 Portraits : a Comprehensive Encyclopedia of the Lives and Achievements of American Women During the Nineteenth Century. Mast, Crowell & Kirkpatrick.